# Marten River Provincial Park

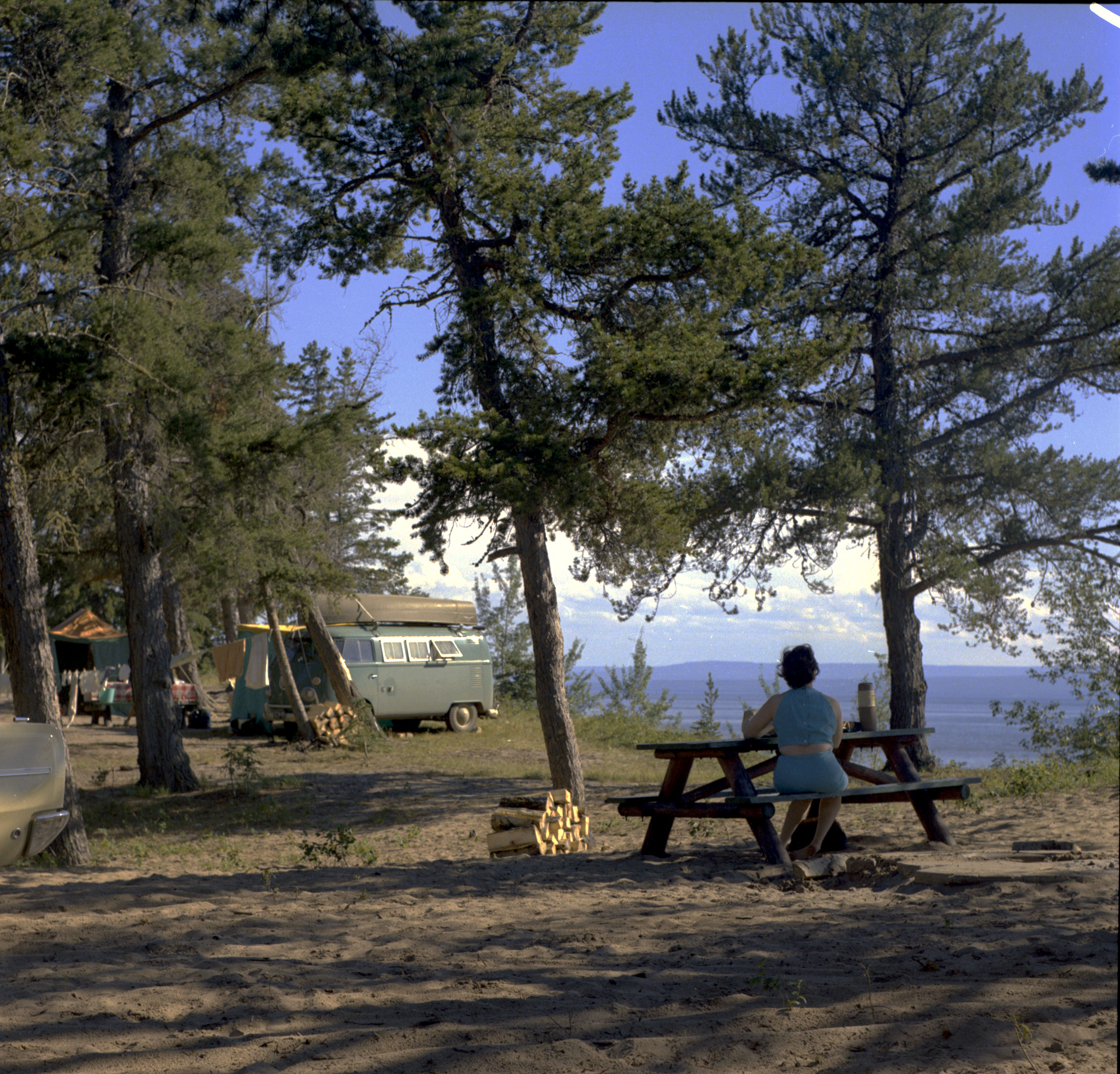
Fotografie von 1970

Der Marten River Provincial Park ist ein 4 km² großer Provinzpark in der kanadischen Provinz Ontario. Der Recreational Park liegt im Nipissing District südlich des Lake Temagami, 56 km nördlich von North Bay am Ontario Highway 11.
Bei dem Park handelt es sich um ein Schutzgebiet der IUCN-Kategorie II (Nationalpark). Innerhalb der Klassifizierung der Provinzparks in Ontario wird der Park als „Recreation Park“ eingestuft.

## Geschichte
Die Cree zogen zu einem nicht bekannten Zeitpunkt in die Region. Ende des 19. Jahrhunderts begannen Holzunternehmen die ausgedehnten Wälder (vor allem Weymouth-Kiefern (‚White Pines‘)) abzuholzen. Heute steht nur noch eine einzige 300 Jahre alte Weymouth-Kiefer im Park.
Die Cree Nation of Mistissini, die bereits im benachbarten Québec lebt, und die etwa ab den 1930er Jahren aus Nitchequon, Neoskweskaau und einigen wenigen Nemaska hervorgegangen waren, nutzte ebenfalls die Region, etwa zum Fischen.

## Aktivitäten
Im Park befindet sich ein rekonstruiertes Holzfällerlager aus der Zeit um 1900, einschließlich eines Museums, hinzu kommen ein Besucherzentrum und ein Campingplatz mit 216 Stellplätzen.